# نیکلاس مورنو (بازیکن فوتبال)
نیکلاس مورنو (اسپانیایی: Nicolás Moreno‎؛ زادهٔ ۴ ژوئیهٔ ۱۹۲۸) بازیکن فوتبال اهل آرژانتین است.

## باشگاهی
از باشگاه‌هایی که در آن بازی کرده‌است می‌توان به باشگاه فوتبال سائو پائولو اشاره کرد.